# Бенгт Снівіль
Бенгт Снівіль (швед. Bengt snivil), відомий також як Бенгт Фолькессон — середньовічний шведський шляхтич з династії Б'єльбу, який жив імовірно в XII столітті. Згідно з данським істориком Саксоном Граматиком, він був сином Фольке Товстого та принцеси Інгегерд Кнудсдаттер Данської.
Так звана «Генеалогія Фолькунгів», шведське джерело, що з'явилося через триста років після праць Саксона, посилається на старий запис у Варнгемському монастирі і говорить про те, що Бенгт є сином Фольке Товстого та батьком Біргера Броси, Магнуса Міннешельда та Карла Глухого. Таким чином, Бенгт Снівіль був предком могутніх шляхтичів та членів королівської родини.
У різноманітної літературі зустрічаються згадки про те, що Бенгт був ярлом, і навіть те, що його дружиною була Сігрід Лакман, жінка благородного походження. Але ні в тому, ні в іншому випадку ці дані не підтверджуються достовірними джерелами. Інша інформація про його життя наразі невідома.